# Lebedîn, Șpola
Lebedîn (în ucraineană Лебедин) este o comună în raionul Șpola, regiunea Cerkasî, Ucraina, formată numai din satul de reședință.

## Demografie
Componența lingvistică a comunei Lebedîn
     Ucraineană (97,57%)
     Rusă (2,15%)
     Alte limbi (0,15%)
Conform recensământului din 2001, majoritatea populației comunei Lebedîn era vorbitoare de ucraineană (97,57%), existând în minoritate și vorbitori de rusă (2,15%).